# ヨーロッパ映画賞
ヨーロッパ映画賞（European Film Awards）は、ヨーロッパ映画に与えられる映画賞である。

## 概要
1988年に設立された。ヨーロピアン・フィルム・アカデミーにより優秀なヨーロッパ映画・ヨーロッパを拠点とする俳優が表彰される。かつてはフェリックス・アワード(Felix Awards)という名前だった。

## 賞

### 主要賞
- 最優秀作品賞
- 最優秀監督賞
- 最優秀男優賞
- 最優秀女優賞
- 最優秀脚本賞
- コメディー賞
- ドキュメンタリー賞
- 長編アニメーション賞
- 短編映画賞
- 国際批評家連盟賞
- ディスカバリー賞(初監督作品賞)(European Discovery of the Year)
- ピープルズ・チョイス賞(観客賞)

### 技術賞
技術部門として、以下の賞がある。
- 最優秀撮影賞
- 最優秀作曲賞
- 編集賞
- プロダクション・デザイナー賞
- 衣裳デザイナー賞
- 音響デザイナー賞

### 特別賞
特別賞として、以下の賞がある。
- 生涯貢献賞(Lifetime Achievement)
- 世界的貢献賞(European Achievement in World Cinema Award)
- 芸術的貢献賞(Award for an artistic contribution)
- プロデューサー賞(European Co-Production Award)
- ヤング観客賞(Young Audience Award)

### 過去にあった賞
- 非ヨーロッパ映画賞(インターナショナル映画賞) (Best Non-European Film) 
  - 1996年から2005年まで。1997年には北野武監督の『HANA-BI』が受賞した。
- ピープルズ・チョイス賞監督賞・男優賞・女優賞

## 開催都市
開催都市は毎年変わる。最多はベルリンの12回開催。
| 都市             | 国         | 回数 | 年                                                                     |
| ---------------- | ---------- | ---- | ---------------------------------------------------------------------- |
| グラスゴー       | イギリス   | 1    | 1990                                                                   |
| コペンハーゲン   | デンマーク | 1    | 2008                                                                   |
| タリン           | エストニア | 1    | 2010                                                                   |
| バーベルスベルク | ドイツ     | 3    | 1991, 1992, 1996                                                       |
| パリ             | フランス   | 2    | 1989, 2000                                                             |
| バルセロナ       | スペイン   | 1    | 2004                                                                   |
| バレッタ         | マルタ     | 1    | 2012                                                                   |
| ベルリン         | ドイツ     | 12   | 1988, 1993, 1994, 1995, 1997, 1999, 2001, 2003, 2005, 2007, 2011, 2013 |
| ボーフム         | ドイツ     | 1    | 2009                                                                   |
| ローマ           | イタリア   | 1    | 2002                                                                   |
| ロンドン         | イギリス   | 1    | 1998                                                                   |
| ワルシャワ       | ポーランド | 1    | 2006                                                                   |
| リガ             | ラトビア   | 1    | 2014                                                                   |